# إيفيليو هرنانديز
إيفيليو هرنانديز (بالإسبانية: Evelio Hernández) هو لاعب كرة قدم فنزويلي في مركز الوسط، ولد في 18 يونيو 1984 في سان فيليبي، فنزويلا ‏ في فنزويلا. شارك مع منتخب فنزويلا لكرة القدم. أما مع النوادي، فقد لعب مع ديبورتيفو تاشيرا ونادي زامورا ونادي كاراكاس.

## وصلات خارجية
- إيفيليو هرنانديز على موقع قاعدة بيانات كرة القدم.إي يو (الإنجليزية)
- إيفيليو هرنانديز على موقع ناشيونال فوتبول تيمز (الإنجليزية)
- إيفيليو هرنانديز على موقع Soccerway.com (الإنجليزية)